# Депортација Рома из Француске
Депортација Рома из Француске била је предмет интензивне политичке расправе у Француској и на међународном нивоу током 2009. и 2010. године. Након два фатална инцидента, председник Француске Никола Саркози је у јулу 2010. године најавио протеривање најмање половине од 539 Рома који су живели у импровизованим камповима. Француска влада је покренула програм репатријације хиљада румунских и бугарских Рома као део оштријег приступа миграционој политици. Између јула и септембра 2010. године срушен је најмање 51 ромски камп, а Француска је депортовала најмање 1.230 Рома у Румунију и Бугарску.
Ове депортације изазвале су контроверзе унутар Европске уније. Европска комесарка за правосуђе Вивијан Рединг изјавила је у септембру 2010. године да би Европска комисија могла предузети правне мере против француске владе због присилних депортација, називајући их „срамотом“. Након њене изјаве, полемика око овог питања засенила је самит Европске уније у септембру 2010. године. Француска је наставила са депортацијама Рома и 2011. године.

## Позадина
Шездесетих година 20. века у Француској је у сиротињским насељима живело око 75.000 људи, углавном алжирских миграната. Већина њих је касније пресељена у банлије (banlieues), предграђа великих градова. Међутим, сиротињска насеља су поново почела да се шире деведесетих година, када су у Француску почели да пристижу мигранти из источне Европе. Испрва су ови мигранти били третирани као избеглице, али су каснији законски прописи ограничили њихова права на смештај, рад и социјалне бенефиције.
Иако грађани Румуније и Бугарске могу ући у Француску без визе, с обзиром на то да су њихове земље чланице Европске уније, француски имиграциони прописи захтевају од њих радну или боравишну дозволу за останак дужи од три месеца. Ово је приморало многе мигранте, који су тиме постали нерегистровани, да незаконито окупирају земљиште и граде импровизована насеља. Године 2012, државне евиденције су забележиле 16.399 људи који су живели у 391 сиротињском насељу широм Француске. Од тог броја, 82% су били Румуни, а 6% Бугари. Као последица тога, мигранти из источне Европе који илегално насељавају земљиште често се у јавности доживљавају као ромски мигранти, без обзира на њихову стварну етничку припадност. Путници (Gens du voyage), номадске заједнице које могу, али не морају бити ромског порекла, обухваћени су законом који обавезује локалне самоуправе да обезбеде кампове за њихов смештај.
Дана 16. јула 2010, француска полиција је убила Луиђија Дукенеа, 22-годишњег Француза ромског порекла, након што је он прошао кроз полицијску блокаду. У знак одмазде, група од око 50 људи, идентификованих као Роми или путници, извела је нереде у месту Сент-Аињан, нападајући полицијску станицу секирама и гвозденим шипкама. Локални градоначелник је описао овај инцидент као „разрачунавање између путника и жандармерије“. Истог дана, а и наредних ноћи, нереди су избили и у Греноблу након што је полиција убила Карима Будуду, 27-годишњег мушкарца за којег се сумњало да је учествовао у пљачки казина у близини града. Према речима тужиоца Жана Филипа, полиција је пуцала у Будуду у самоодбрани након што је на њих три пута отворена ватра.
30. јула 2010, француски председник Никола Саркози одржао је говор у Греноблу, у којем је коментарисао ове догађаје. Оштро је критиковао протесте против полиције који су уследили након смртних исхода током криминалних активности, наводећи да је наложио министру унутрашњих послова да „стави тачку на незаконито насељавање и камповање Рома“. Такође је изјавио да Француска не може да прихвати постојање 539 ромских кампова, те да ће половина њих бити уклоњена у року од три месеца. Председничка канцеларија је додатно навела да су таква неовлашћена насеља „извори илегалне трговине, шокантних услова живота, експлоатације деце за просјачење, проституције и криминала“. Немачке новине Шпигел оцениле су да су ове мере део настојања председникових савезника да безбедносна питања остану високо на политичкој агенди.

## Депортација
Године 2009, Француска је депортовала 10.000 Рома назад у Румунију и Бугарску. Наредне године, до августа 2010, депортовано је најмање 8.300 Рома. Између јула и септембра 2010, француске власти су срушиле најмање 51 ромски камп, док је најмање 1.230 нерегуларних миграната ромског порекла (углавном румунских и бугарских држављана) било протерано. Ове депортације су се дешавале паралелно са репресивним мерама против француских Рома који су учествовали у нередима у Сент-Аињану, чиме је дошло до поистовећивања две различите групе. Држава је протераним лицима обезбедила финансијске подстицаје – 300 евра по особи, уз додатних 100 евра по детету, као и посебне летове за повратак у Румунију и Бугарску.
Француска влада је тврдила да су депортације спровођене из правних, а не етничких разлога, али је у званичним документима наређено да се уклањају „пре свега ромски кампови“ (en priorité ceux des Roms). Председник Никола Саркози је изјавио да његова влада није била упозната са овим наређењем, које је потписао Мишел Барт, шеф кабинета француског министра унутрашњих послова. Након што су медији објавили детаље документа, влада је саопштила да је он одмах повучен.
Саркози је такође нагласио да Француска прихвата избеглице, али да „одбија стварање сиротињских насеља, која су недостојна Француске Републике и европских вредности“. Додао је да је 80% особа уклоњених из кампова током августа 2010. били француски путници (gens du voyage), а не страни држављани.

## Међународна реакција

### Жозе Мануел Барозо
Председник Европске комисије, Жозе Мануел Барозо, одржао је 6. септембра 2010. године говор који је широко протумачен као критика француске политике према Ромима. У свом обраћању, он је упозорио владе земаља Европске уније да се „клонe расизма и ксенофобије“.
9. септембра 2010. године, Европски парламент је изразио дубоку забринутост због мера које су предузеле француске власти и критиковао Савет Европске уније и Европску комисију због недостатка ангажовања у решавању овог питања. У резолуцији коју су предложиле Прогресивна алијанса социјалиста и демократа, Алијанса либерала и демократа за Европу, Зелени–Европска слободна алијанса и Уједињена европска левица–Нордијска зелена левица, а која је усвојена са 337 гласова „за“, 245 „против“ и 51 уздржаним, затражено је од држава чланица да одмах „обуставе све депортације Рома“.
Парламент је такође одбацио „све изјаве које повезују мањине и имиграцију са криминалом и стварају дискриминаторне стереотипе“, као и „запаљиву и отворено дискриминаторну реторику која даје кредибилитет расистичким изјавама и деловању екстремно десничарских група“.

### Вивијан Рединг
Касније током седмице, комесарка за правосуђе Европске Уније, Вивијан Рединг, назвала је депортације Рома „срамотом“, изјавивши на конференцији за новинаре 14. септембра 2010. године: „Ово је ситуација за коју сам мислила да Европа више неће морати да сведочи након Другог светског рата.“ Она је такође сугерисала да би Европска комисија могла да предузме правне мере против Француске по овом питању.
Њена оштра реакција делимично је била изазвана француским негирањем процурелог документа од 5. августа, који је француско Министарство унутрашњих послова упутило регионалним полицијским начелницима. У том документу стајала је наредба: „Триста кампова или илегалних насеља мора бити рашчишћено у року од три месеца, а кампови Рома су приоритет.“
Спор између француске владе и Европске комисије био је широко схваћен као тема која је засенила самит Европске уније који је започео 16. септембра 2010. године. Никола Саркози оштро је критиковао Рединг због њених изјава, рекавши: „Одвратне и срамотне речи које су коришћене – Други светски рат, помињање Јевреја – дубоко су нас шокирале.“
Саркози је затим саркастично предложио да Луксембург прими Француске Роме, с обзиром на то да је Вивијан Рединг из Луксембурга. Он је такође потврдио да ће француска влада наставити своју политику.
Према речима бугарског премијера Бојка Борисова, на самиту је дошло до „велике свађе – могао бих рећи чак и скандала“ између председника Европске комисије и француског председника.
Као одговор на Саркозијеву изјаву, министар спољних послова Луксембурга Жан Аселборн назвао је његов коментар „злонамерним“. Немачка канцеларка Ангела Меркел прокоментарисала је: „Сматрам да тон и нарочито историјска поређења нису прикладни. Надам се да можемо наћи бољи начин.“
Током самита, Жозе Мануел Барозо се оградио од Редингиних коментара, али је нагласио да је забрана дискриминације на основу расне и етничке припадности један од темељних принципа Европске уније.
Фински министар спољних послова Александар Стуб упозорио је да самит, који има за циљ промоцију јединствене спољне и економске политике, ризикује да учини Европску унију „лицемерном“: „Ако широм света промовишемо слободну трговину, борбу против климатских промена и људска права, онда морамо довести у ред и сопствено двориште.“
На самиту је Саркози изјавио да Немачка такође планира програм депортације Рома, што је Немачка влада оштро демантовала. Након контроверзе, Вивијан Рединг је приватно повукла своје историјско поређење, а њена канцеларија се извинила због такве аналогије.
Европска комисија, међутим, није спровела претњу да ће тужити Француску пред Судом правде Европске уније, нити је предузела друге правне мере против Француске у вези са овим питањем.
Уместо тога, Европска унија је објавила да ће радити на приморавању земаља чланица да усагласе своје националне законе са правилима о слободном кретању унутар Европске уније, али није директно признала да су француске акције биле незаконите.

### Друге реакције
Ромске невладине организације у Турској протестовале су против француске владе и онога што су сматрале слабим одговором Европске уније на француску политику протеривања Рома, позивајући се на кршење људских права.
Ефкан Озчимен, председник једне турске невладине организације, изјавио је: „Нажалост, Француска протерује Роме, док та иста Француска и Европска унија саветују друге земље о људским правима. Као Роми који живе у Турској, сви имамо једнака права, и Француска би требало да узме пример од Турске када су у питању људска права.“
Зони Вајс, ромски активиста и преживели Холокауста, који је одржао говор у Бундестагу на церемонији сећања на Холокауст 27. јануара 2011. године, похвалио је Вивијан Рединг за њене „јасне речи“ осуде депортације Рома.
Мађарска посланица у Европском парламенту, Ливија Јарока, која има делимично ромско порекло, истакла је да је основни проблем „неуспех интеграције Рома у већини држава чланица у последњих 20 година“.

### Осуда Савета Европе и промене у француској политици
10. новембра 2011. године, Савет Европе осудио је депортације као „дискриминаторне“ и „супротне људском достојанству“. Савет је објавио одлуку Европског комитета за социјална права у предмету Центар за права на становање и исељавање против Француске.
Након тога, Европска комисија је вршила притисак на владе држава чланица да уведу националне стратегије и конкретне планове за интеграцију Рома и да о њиховој примени подносе годишње извештаје.
У августу 2012. године, Вивијан Рединг је ставила под лупу поступке француске социјалистичке владе Жан-Марка Ероа и његовог министра унутрашњих послова Мануела Валса због наводних настављених депортација Рома.
Тај притисак довео је до промене француске политике, што је потврђено у министарском налогу који су потписала деветорица француских министара. Овим налогом акценат је стављен на интеграцију Рома, у складу са препорукама Европске комисије.
Комитет Уједињених нација за елиминацију расне дискриминације критиковао је поступке француске владе, изражавајући жаљење због „значајног пораста“ расизма и ксенофобије.

## Наводна база података
Лист Le Monde је 2010. године објавио да француска Централна канцеларија за борбу против путујућег криминала поседује базу података о француским Ромима, познату као MENS база. Француске власти су ове тврдње негирале.
Адвокати који заступају четири ромске организације за људска права поднели су званичну жалбу поводом наводног постојања ове базе.

### Истраживање и налази
Накнадне истраге су спровеле:
1. Комисија за заштиту података (CNIL) – независно тело задужено за надзор приватности података у Француској
2. Унутрашња ревизорска јединица задужена за контролу полицијских и жандармеријских досијеа

Обе истраге су закључиле да MENS база не постоји, нити је икада постојала.
Такође, CNIL је, у широј истрази француских полицијских и жандармеријских система, пријавио да није пронашао ниједан фајл који садржи етничке податке.

## Касније депортације
Француска је наставила депортације Рома и 2011. године.
12. априла 2011. године чартер-лет је превезао 160 Рома из северне Француске у Темишвар, Румунија. Као и у депортацијама 2010, француска влада је сваком депортованом исплатила 300 евра, уз додатних 100 евра по детету. Сви Роми који су били у овом лету потписали су изјаве да се никада неће вратити у Француску.
9. августа 2011. власти Марсеља су присилно иселиле 100 Рома из њиховог привременог кампа код Порте д'Екс-а, дајући им рок од 24 сата да оду.
20. септембра 2011. чартер-лет је из области Лиона превезао око 150 Рома у Румунију.
Циљ француске владе за 2011. годину био је депортовање 30.000 Рома у њихове матичне земље.
Француска је депортовала око 8.000 Рома назад у Румунију и Бугарску током 2011. године. Ове депортације су поново изазвале јавну дебату, а у Француској је тада и даље живело процењених 15.000 Рома.